# Eure-et-Loir
Eure-et-Loir là một tỉnh của Pháp, thuộc vùng hành chính Centre-Val de Loire, tỉnh lỵ Chartres, bao gồm 4 quận với các quận lỵ còn lại là: Châteaudun, Dreux, Nogent-le-Rotrou.